# 犯罪の回送
『犯罪の回送』（はんざいのかいそう）は、松本清張の長編推理小説である。『小説新潮』1962年1月号から1963年1月号まで連載された「対曲線」を、最晩年の著者が全面的に改稿した作品であり、著者没後の1992年9月、角川書店から刊行された。
2018年7月2日にテレビ東京系でテレビドラマとして放送された。

## あらすじ
北海道を代表する港湾都市である北浦市では、春田英雄市長の主導のもと、広大な工場地を造成する港湾拡張計画が推進され、中央官庁からの許認可取得を目指し地元議員有志による請願活動が行われていた。議員連は11月10日朝、寝台特急「北斗星」で東京に到着するが、同日19時頃の平河町の都市会館前での有島秘書による目撃を最後に、春田市長は行方不明となった。
議員連の出頭を14日に受け、調査に乗り出した警視庁の田代警部は、野党の早川議員が、港湾拡張計画をめぐり春田市長と対立する中、市長と同じ10日に上京していたことに着目するが、翌15日、日野市日野の雑木林で春田市長の絞殺死体が発見された。早川議員が10日以降、次々と滞在宿を変更しながら偽名で宿泊していたことが発覚し、田代警部は北浦市に戻った早川議員の尋問のため、部下の刑事を北海道へ派遣しようとするが、その矢先の19日、北浦市の沖合いで早川議員の溺死体が発見された。
翌20日には、日野市内から都心まで10日夜に早川議員を乗せたタクシー運転手の証言が現れ、さらに北浦市の早川議員の自宅からは春田市長の首を絞めたとみられるネクタイが現れた。このため、10日から15日までの早川の空白の5日間の行動は不明のままながら、早川が春田市長を殺害後、北海道に戻り呵責に耐えかね自殺した、とする説が有力となる。早川以外の上京議員のアリバイは全員シロとなり、他方北浦市の地元関係者は全員、10日の夜に北海道から離れていない。
しかし、犯人自滅説に納得がいかない田代警部は、独自の捜査を開始し、真犯人の仕掛けたトリックの解明に挑む。

## 登場人物
田代警部
警視庁捜査一課の警部。私立大卒のノンキャリア組。
春田英雄
北海道北浦市の市長。謹厳で知られ、北浦市の発展を訴え港湾拡張計画を推進。地元で造り酒屋「春田酒造」を経営。
有島安太郎
市長の秘書。市長の上京に同行。
早川準二
労働組合上がりの革新系議員。港湾拡張計画に反対。市長の上京と同日に着京。
遠山庄三
市長派議員のボス格。土建会社経営で港湾拡張計画の建設委員長。市長の上京に同行。
福島
市会議長。旧帝大卒の財産家。
春田雄次
市長の弟。北浦市で雑貨店を経営。
春田美知子
市長の若い後妻。結婚前はすすきのの「バー美知」の経営者。
上村信子
早川準二の長女。東京で結婚し府中市S団地に在住。
矢野登志子
市長の前妻。栗山町の酒醸造元出身だが、市長との離婚後は消息不明。
青木刑事
田代警部の部下。
岡本刑事
田代警部の部下。
小森警部
北海道警捜査一課の警部。

## エピソード
- 評論家の川本三郎は、本作について「現在の北海道が、東京一極集中に対応するように、札幌一極集中になってしまい、札幌以外の町が「衰微した地方都市」になっている現状を松本清張は予見している」「これは北海道だけの話ではない」「現在の日本各地の大都市一極集中化を予見していたといえる」と述べている[2]。

## テレビドラマ
「松本清張特別企画 犯罪の回送」のタイトルで、2018年7月2日21時 - 23時8分にテレビ東京系にて放送された。事件設定は2018年であり、市長一行の上京は航空機とされ、原作前半が有島秘書の視点で描かれるのに対し、本ドラマでは最初から田代警部の視点で捜査が進行する。秘書の有島は原作では男性であったが、本作では女性となっている。
ドラマ中盤以降、トリック解明までのアプローチはアレンジされている。春田美知子の事件への関与は原作と異なっているほか、早川準二の事件への関与も一部原作とは異なっている。また、春田市長が前妻と離婚するに至った経緯や、前妻が行方不明になるまでの経緯も原作とは違っている。

### キャスト
- 田代俊一郎：村上弘明（警視庁捜査一課 警部）
- 有島澄江：鈴木保奈美（春田の秘書）
- 岡本和也：平岡祐太（田代の部下＜警部補＞）
- 青木奈津美：田中道子（田代の部下＜巡査部長＞）
- 早川準二：尾美としのり（春田と対立する革新派の市議）
- 桜井圭吾：中野剛（日野南署 署長）
- 田代裕子：紫吹淳（田代の妻）
- 早川千恵子：原久美子（早川の妻）
- 沢木嘉和：中西良太（北海道警 捜査一課長）
- 吉井節子：大島蓉子（コンビニの店員）
- 矢野登志子：富永沙織（春田の妻＜前妻＞）
- 上村信子：村田玲奈（早川の娘で既婚者）
- 遠山庄三：浜谷康幸（北浦市議会 建設委員）
- 松川健：水野駿太朗（小森の部下）
- 高宮史恵：押田瑞穂（航空貨物受付）
- 谷村：沢井小次郎（角屋酒店主人）
- 谷村薫：幸和暉子（谷村の妻）
- 平塚幹夫：水野智則
- バーテンダー：青井貴治
- 春田雄次：勝村政信（春田の弟）
- 春田英雄：川野太郎（北海道北浦市 市長）
- 春田美知子：矢田亜希子（春田の妻＜後妻＞）
- 波多野洋介：田中健 (俳優)（警視庁捜査一課長）
- 福島恒夫：寺田農（北浦市議会 議長）
- 小森修司：陣内孝則 （北海道警捜査一課 警部）
- 川瀬さおり：宮本茉由
- 川守田政人　ほか

### スタッフ
- 脚本：寺田敏雄
- 監督：堀英樹（ドリマックス・テレビジョン）
- 主題歌：久我陽子「月になる」
- 警察監修：尾崎祐司
- アクション：アーバンアクターズ
- カースタント：タカハシレーシング
- 技術協力：フォーチュン
- 撮影協力：都市センターホテル、木更津ロケーションサービス、久保田酒造、駿河湾沼津FC「ハリプロ映像協会」、JAなんすん、袖ヶ浦フィルムコミッション、清龍酒造、室蘭市、楽々温泉、つくばみらい市 ほか
- 美術協力：BEENS
- ポスプロ：三友（MITOMO STUDIO SHIBUYA）
- チーフプロデューサー：中川順平（テレビ東京）
- プロデューサー：倉地雄大（テレビ東京）、森田光則（オスカープロモーション）、村山太郎（オスカープロモーション）
- 制作：テレビ東京、オスカープロモーション